# Pocitos (Montevideo)
Pocitos es uno de los 62 barrios oficialmente reconocidos de Montevideo, capital de Uruguay. Limita con los barrios Buceo, Parque Batlle, Villa Dolores, Tres Cruces, Cordón y Punta Carretas.
Se encuentra en el Municipio CH del Departamento de Montevideo, y se caracteriza por ser una zona dominada por edificios de apartamentos y elegantes residencias de estilo neoclásico y ecléctico. Es el barrio más densamente poblado de la capital.

## Características

Playa de Pocitos. Sector para el baño femenino, hacia 1900.

El barrio se localiza sobre la costa del Río de la Plata (que para esas alturas presenta un alto nivel de salinidad y de oleaje en torno a la playa homónima). Esta playa toma su nombre de la época en que las lavanderas acudían a ella, aprovechando sus arenas limpias para lavar la ropa, haciendo pozos. Como muchos de los barrios montevideanos, tuvo su origen como un poblado independiente que luego acabó absorbido por el crecimiento de la ciudad.
Se caracteriza por una arquitectura de edificios de apartamentos de diez a veinte plantas que bordean el Río de la Plata y que coexisten con algunas construcciones más antiguas. Es uno de los lugares elegidos por la clase media alta y alta uruguaya superado por Carrasco, el mayor barrio pudiente de la Ciudad de Montevideo. Tiene una gran presencia de embajadas y oficinas diplomáticas. Cada vez más se está transformando en un lugar autónomo del centro de la ciudad, con los servicios comerciales bancarios y profesionales imprescindibles para su funcionamiento. 
En Pocitos se encuentran diversos locales gastronómicos especializados en distintos tipos de comida internacional y típica de diferentes países, además de su variada red comercial.

## Historia

### SigloXIX
A comienzos del siglo XIX la zona fue utilizada por lavanderas que hacían pequeños pozos ("pocitos") junto a un cauce de agua dulce que luego fue denominado Arroyo de los Pocitos. El militar y cartógrafo José María Reyes (1803-1864) obtuvo la propiedad del inmenso terreno y proyectó un barrio de 21 hectáreas en 1833, pero luego lo vendió al estanciero y saladerista José Ramírez Pérez, quien desarrolló el proyecto desde 1841. La nueva localidad fue inaugurada en 1886 con el nombre de Nuestra Señora de los Pocitos.

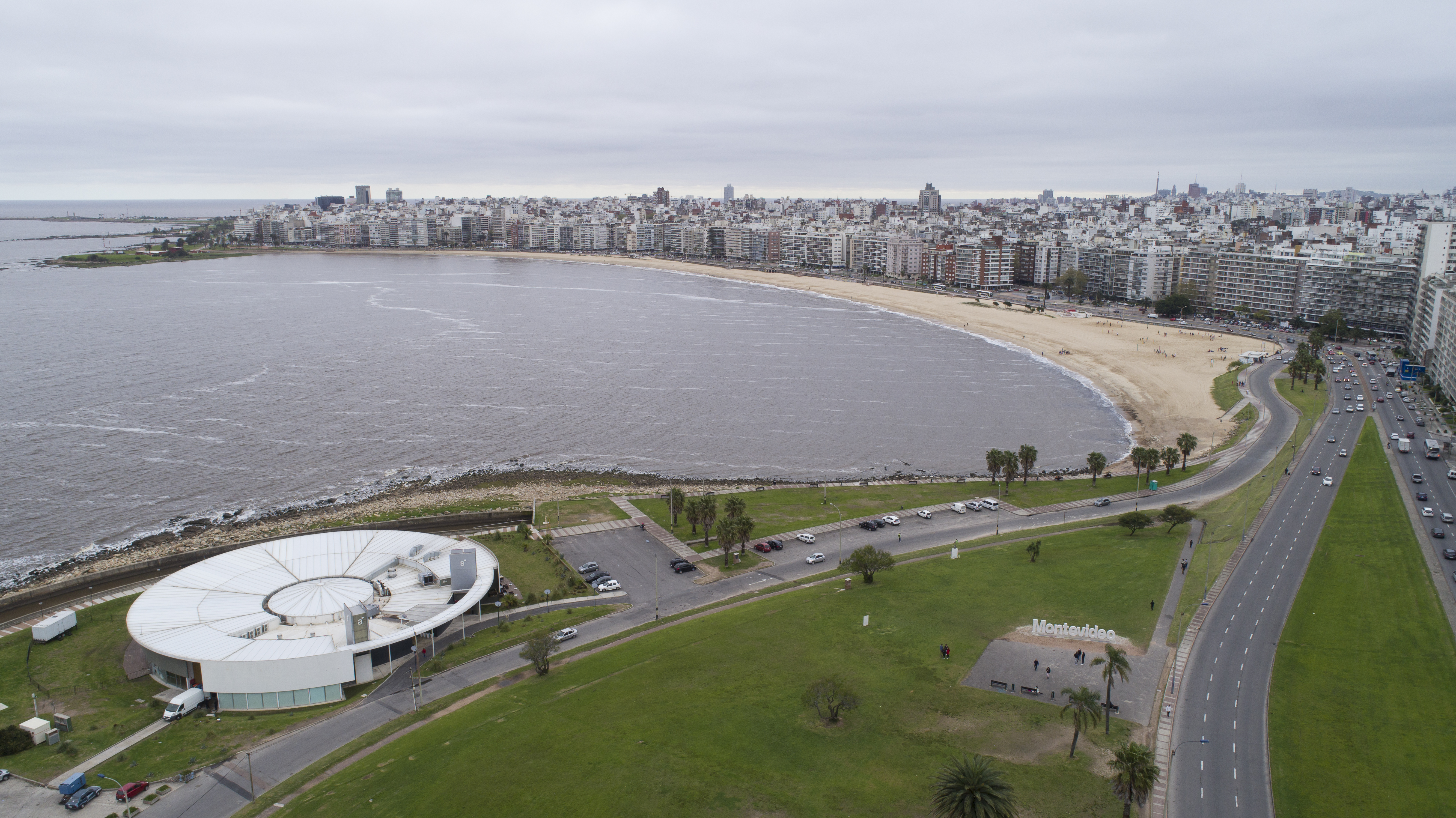
Playa Pocitos desde el este, Montevideo, Uruguay.

El fácil acceso desde el Centro a través de los caminos públicos (actuales Avenida Brasil y Bulevar España) fomentó el crecimiento del lugar como punto de recreación. El loteo y venta de terrenos en regiones aledañas por Francisco Piria y otros empresarios entre fines del siglo XIX y principio del XX habían extendido la urbanización a Trouville, Villa Biarritz, Pocitos Nuevo y Parque Batlle. 

### SigloXX
A principios del siglo XX Pocitos se convirtió en estación balnearia. La primera línea de tranvías eléctricos de Montevideo fue inaugurada por la firma británica La Comercial el 17 de noviembre de 1906 entre la Aduana y Pocitos y el servicio formal se inició el 8 de diciembre. La misma empresa ya explotaba el Gran Hotel Pocitos, una enorme construcción sobre el centro de la playa que se convirtió en centro social. Su terraza se adentraba sobre el Río de la Plata hasta que fue destruida por un temporal en 1923. El edificio fue demolido en 1935. Entonces el barrio ya contaba con su actual rambla y estaba poblado de ricas residencias.

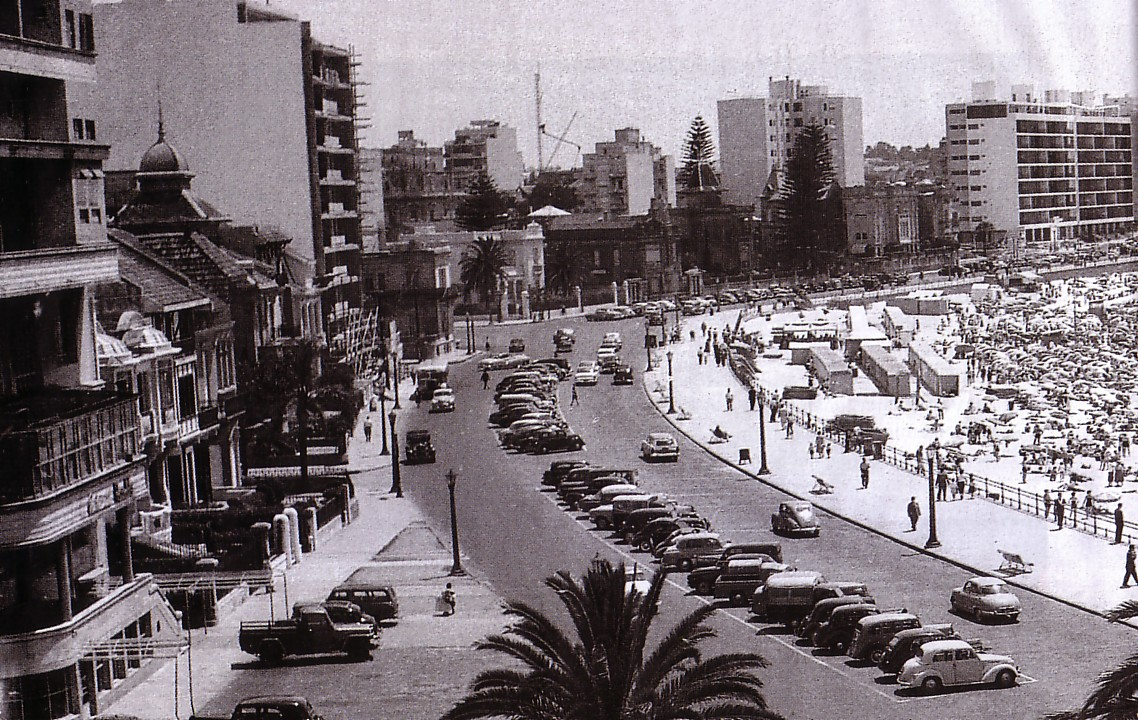
Rambla de Pocitos en 1954

En el centro geográfico del barrio se encuentra la Iglesia de San Juan Bautista de Pocitos, en la que tuvo una destacada actuación el presbítero Domingo Tamburini.
Junto con las grandes casas de veraneo, a partir de 1915 comenzaron a surgir también casas de clase media. La empresa constructora Bello y Reborati construyó entre 1920 y 1939 alrededor de 400 casas en esta zona, muchas de las cuales aún se conservan y se están constituyendo en referentes turísticos.
Gradualmente los grandes edificios comenzaron a desplazar a las casas quintas haciendo que Pocitos supere rápidamente centro de la ciudad en cuanto a la construcción de edificios de apartamentos, particularmente luego de la aprobación en 1946 del régimen de propiedad horizontal. Esa tendencia se afirmó en la década de 1950 y continúa hasta el presente. Arquitectos como Walter Pintos Risso, Luis García Pardo, Raúl Síchero, Gonzalo Vázquez Barrière, Rafael Ruano y otros, llenaron al barrio con modernos edificios. En la actualidad, la cotización del metro cuadrado de propiedad horizontal del barrio es de las más altas de Montevideo.
El desarrollo de los medios de transporte y la posesión de automóviles particulares agudizó la "huida" de la clase media y media alta hacia Pocitos, que fue acompañada por la instalación de una amplia variedad de servicios y comercios. La inauguración en 1985 y 1994 de dos centros comerciales en las inmediaciones dio al barrio una mayor independencia del centro de la ciudad.

## Sitios de interés

### Museos

#### Museo Naval de Montevideo

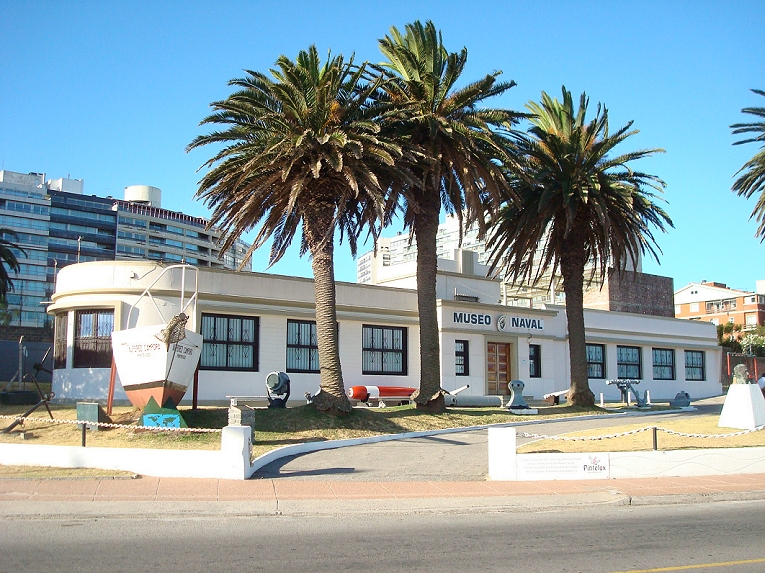
Museo Naval de Montevideo

Dependiente de la Armada Nacional del Uruguay, conserva y exhibe patrimonio marítimo tanto uruguayo como extranjero, con fines de estudio y exhibición. Asimismo combina diferentes períodos históricos, desde la época prehispánica hasta la época contemporánea, ya que expone piezas del Admiral Graf Spee, crucero pesado de la Alemania nazi que participó de la Batalla del Río de la Plata, único enfrentamiento directo de la Segunda Guerra Mundial en América del Sur.

### Templos

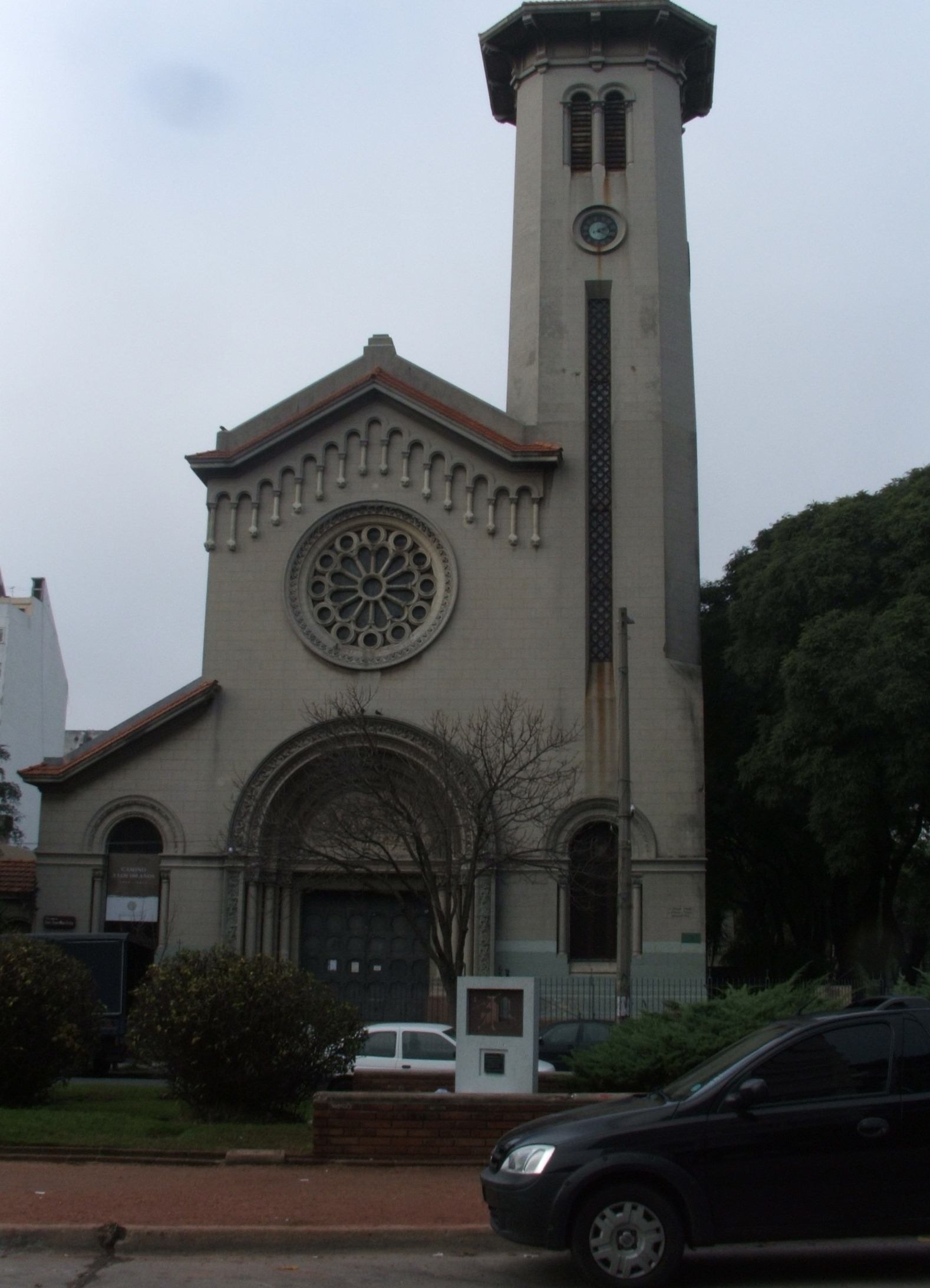
Iglesia San Juan Bautista

#### Iglesia San Juan Bautista
Templo católico de estilo ecléctico, posee un campanario que se eleva 32 metros de altura. Emplazada en el predio adquirido por la diócesis a finales del siglo XIX, cuenta con una arquitectura románica y busca evocar a una basílica, al tener tres naves. A ambos lados del atrio se hallan el campanario y el bautisterio. El frente de la iglesia tiene 18 metros y el largo total es de 40 metros.

#### Parroquia Nuestra Señora de Fátima
Se trata de un templo católico, anexo a un centro educativo homónimo. La parroquia fue erigida por un decreto del arzobispado de Montevideo en 1954, y comenzó a funcionar en la cripta. En 1966 se inició la construcción del templo actual.

#### Sinagoga de la Nueva Congregación Israelita
Construida entre 2007 y 2010, es un templo judío perteneciente a la Nueva Congregación Israelita —fundada en 1936 por inmigrantes judíos provenientes de Alemania y Austria, que escapaban del nazismo—. El edificio se compone de dos niveles: el inferior, destinado a la sinagoga, y el superior, al centro social. La sinagoga posee un área más baja que el resto del piso de la planta baja, delimitada por un muro y resaltada por un haz de luz cenital en su centro, que cae sobre el hejal que aloja el arón ha-kódesh.